# Любовь с первого взгляда (фильм, 2023)
«Любовь с первого взгляда» (англ. Love at First Sight) — американская романтическая комедия 2023 года режиссёра Ванессы Кэсвилл и сценариста Кэти Лавджой. Сюжет основан на романе Дженнифер Э. Смит «Статистическая вероятность любви с первого взгляда» (2011). Главные роли в фильме исполнили Хейли Лу Ричардсон, Бен Харди, Декстер Флетчер, Роб Дилейни, Салли Филлипс и Джамиля Джамиль.
Премьера фильма состоялась 15 сентября 2023 года на Netflix.

## Сюжет
20-летняя Хэдли Салливан опоздала на самолет в Лондон на свадьбу отца и покупает билет на следующий. Во время ожидания у выхода на посадку она встречается взглядом с 22-летним британским студентом-математиком из Йельского университета Оливером Джонсом, который предлагает ей своё зарядное устройство, заметив, что её телефон разрядился. Увидев, что Оливер несёт сумку с одеждой, она предполагает, что он тоже собирается на свадьбу. Когда у Оливера ломается ремень безопасности, стюардесса пересаживает его рядом к Хэдли. Во время полёта они разговаривают и сближаются. Хэдли рассказывает, что они с отцом были очень близки до того, как он переехал в Лондон преподавать поэзию и в итоге развёлся с её матерью, поэтому она не решается посетить его свадьбу и простить его. Оливер уговаривает Хэдли сделать это.
После приземления их разделяет таможенный контроль, Оливер набирает свой номер в телефоне Хэдли, прося её написать ему. Она тут же роняет телефон, который одновременно разряжается, и номер пропадает. После церемонии Хэдли подслушивает разговор гостей с Шарлоттой о том, что они уедут пораньше, чтобы посетить мемориал в Пекхэм-Хаусе; название места и подробности она узнала из расспросов Оливера о том, где проходило его мероприятие, и о его семье. Хэдли спонтанно решает пойти на поминки, понимая, что Оливер не на свадьбе, а на поминках своей матери.
Хэдли отправляется в Пекхэм-Хаус, где встречает младшего брата Оливера, Лютера, и его родителей. Она узнаёт, что мать Оливера ещё жива, но умирает, решив не проходить лечение после того, как рак вернулся после 12-летней ремиссии. Оливер недоволен её решением.
Оливер рад видеть Хэдли, и у них завязывается разговор на улице, в ходе которого она задается вопросом о том, что он использует статистику для обоснования каждого события в своей жизни вместо того, чтобы честно признаться в своих чувствах. Обидевшись, он говорит то, что на самом деле не имеет в виду, и она уходит. Оливер извиняется перед ней и возвращается в дом, чтобы произнести надгробную речь своей матери. Он видит, что Хэдли оставила свою сумку, и берёт её с собой. Оливер произносит проникновенную речь в адрес матери и признается, что пытался измерить свою жизнь цифрами, чтобы придать ей смысл, но не может свести присутствие и значение своей матери к статистике.
Тем временем Хэдли пытается вернуться на свадебное торжество, понимая, что забыла сумку, но по дороге теряется. Она звонит отцу с чужого телефона, и тот приезжает за ней. Хэдли спрашивает отца, почему он не боролся за её мать, и тот отвечает, что они оба перестали любить друг друга, а когда он переехал, они поняли, что это безвозвратно. Он говорит ей, что не хочет её потерять, и просит прощения за то, что причинил ей боль. Они мирятся и возвращаются на приём.
После поминок семья Оливера подтрунивает над Хэдли. Они находят в ее сумке приглашение на свадьбу и уговаривают его поехать к ней, несмотря ни на что. Отец Оливера говорит ему, что если бы он знал, какова вероятность того, что его жена заболеет раком и умрёт, он бы всё равно не поступил иначе, что подталкивает Оливера к тому, чтобы рискнуть и поехать к Хэдли. Он находит её на приеме и признается, что боится неожиданностей, в том числе и разбитого сердца, и Хэдли в ответ целует его.
Рассказчик сообщает, что Хэдли и Оливер будут женаты 58 лет, что она будет с ним, когда умрёт его мать, и что он будет рядом с ней, когда она умрёт.

## В ролях
- Хейли Лу Ричардсон — Хэдли Салливан
- Бен Харди — Оливер Джонс
- Роб Дилейни — Эндрю Салливан
- Катрина Наре — Шарлотта
- Джамила Джамил — рассказчик
- Люк Уориски — Роли
- Том Тейлор — Лютер Джонс
- Декстер Флетчер — Вэл Джонс
- Салли Филлипс — Тесса Джонс

## Производство
В ноябре 2020 г. к актерскому составу фильма присоединилась Хейли Лу Ричардсон, режиссёром выступила Ванесса Кэсвилл по сценарию Кэти Лавджой, основанному на романе Дженнифер Э. Смит «Статистическая вероятность любви с первого взгляда» 2011 г., Ричардсон также выступила исполнительным продюсером. В январе 2021 г. к актёрскому составу фильма присоединились Бен Харди, Декстер Флетчер, Роб Дилейни, Салли Филлипс и Джамиля Джамиль, в том же месяце начались съёмки.
В апреле 2022 г. компания Netflix приобрела права на мировой прокат фильма. Премьера состоялась 15 сентября 2023 г. на Netflix.

## Восприятие
На сайте Rotten Tomatoes фильм имеет рейтинг 76 % основанный на 34 отзывах, со средней оценкой 6/10. На Metacritic средневзвешенная оценка составляет 55 из 100 на основе 8 рецензий. В рецензии для film.ru Гульназ Давлетшина пишет: «лирический сюжет идёт по предсказуемой тропе, но ни разу не скатывается в утомительную балладу о головокружительных чувствах».